# مارفن بيرسمان
مارفن بيرسمان (10 فبراير 1991 في بلجيكا - ) هو لاعب كرة قدم بلجيكي في مركز الدفاع. لعب مع رويال أنتويرب ونادي دوردريخت ونادي كامبور وبيفيرين.

## روابط خارجية
- مارفن بيرسمان على موقع قاعدة بيانات كرة القدم.إي يو (الإنجليزية)
- مارفن بيرسمان على موقع Soccerway.com (الإنجليزية)